# 서인홍
서인홍(徐寅洪, 1917년 9월 25일 경상남도 진주 ~ 2009년 5월 26일)은 대한민국 제3대 국회의원을 지낸 대한민국 기업가이다.

## 약력
- 일본 오사카 제국대학 공학부 응용화학과 졸업
- 일본강관 기사
- 조선제유 이사장
- 남선화학공업 사장
- 조선기선 부사장
- 대한석유공사 이사
- 한국화학공업회사 사장
- 호남정유 이사,감사
- 한일개발 사장

## 역대 선거 결과
|  | 18.84% |

|  | 0% |

|  | 4.31% |